# Acid blues
L’acid blues est un genre musical qui mélange le rock, la soul, le funk, le jazz et le blues. Ce style est sans doute apparu à Seattle, aux États-Unis au début du XXIe siècle et il s'inspire de nombreux mouvements musicaux plus anciens, principalement le blues rock et l'acid jazz avec des artistes comme Jimi Hendrix.

## Histoire
Parmi les pionniers de l’acid blues, on peut distinguer Jimi Hendrix, Cream, Stevie Ray Vaughan and Double Trouble, et surtout le groupe Stoney Curtis Band qui est sans doute le groupe d’acid blues le plus marquant aujourd’hui. On peut également citer Lonie Walker et Miles Stones dont les albums contiennent de l’acid blues.
La plupart des artistes d’acid blues restent relativement peu connu à l’exception notable de Jimi Hendrix. Ce style musical n’attire guère les médias du fait de sa spécificité et de sa nouveauté mais s’il commence à avoir un public fidèle comme le prouve le succès de Loney Walker et Sonny Curtis au début du XXIe siècle.

## Artistes d’acid blues
- Lonie Walker
- Marshall Lawrence
- Miles Stones
- Stoney Curtis Band
- Ivan "Boogaloo Joe" Jones